# Eo biển Bali
Eo biển Bali kết nối vùng biển Bali ở phía bắc và Ấn Độ Dương ở phía nam, giữa điểm cực đông của Java và cực tây của Bali. Chiều rộng tối thiểu là 2,4 km, độ sâu lớn nhất đạt - 60 m.
Eo biển là ranh giới tự nhiên giữa Java, thuộc Quần đảo Sunda Lớn, và nhóm quần đảo Sunda nhỏ (Bali, Lombok, Sumba, Sumbawa, Flores, Timor). Đây cũng là ranh giới hành chính giữa tỉnh Đông Java và Bali.
Các đô thị lớn nhất bên bờ phía Java là Banyuvangi, Vongsoredzho, Ketapang, và bên phía Bali là Gilimanuk, Melaya. Sát bờ biển cả hai phía đều có các đảo và đá nhỏ.